# Protaetia oblonga
Protaetia oblonga är en skalbaggsart som beskrevs av Hippolyte Louis Gory och Achille Rémy Percheron 1833. Protaetia oblonga ingår i släktet Protaetia och familjen Cetoniidae. Utöver nominatformen finns också underarten P. o. raffrayi.

## Bildgalleri

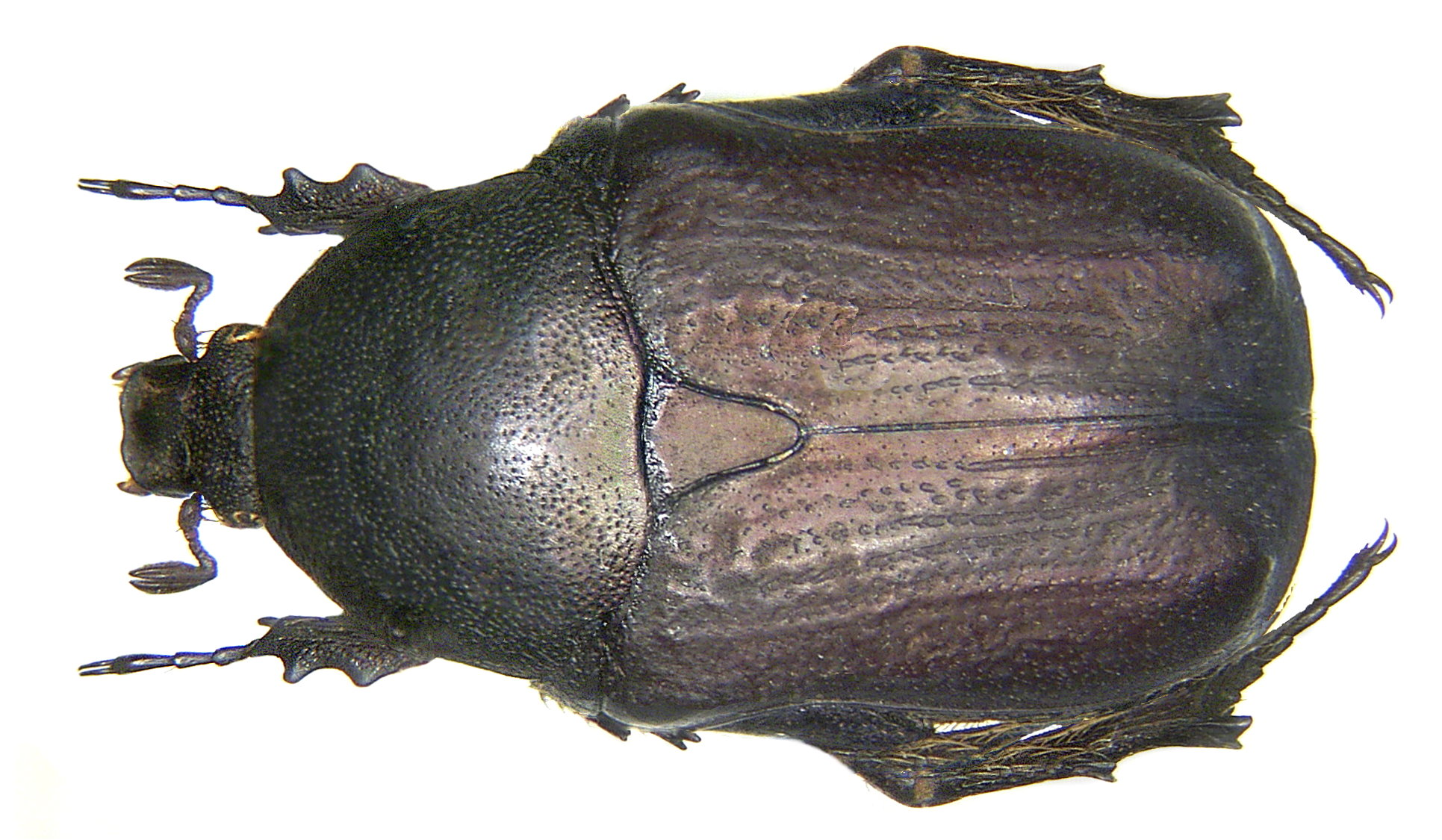